# Basketball-Bundesliga 1997/98
Die Basketball-Bundesliga-Saison 1997/98 war die 32. Spielzeit der höchsten deutschen Spielklasse im Basketball der Männer. Die reguläre Saison begann am 5. September 1997 und endete am 8. März 1998.

## Saisonnotizen
- Meister der Saison 1997/98 wurde Alba Berlin.
- Pokalsieger der Saison 1997/98 wurde die TVG Basketball Trier.
- Das BBL All-Star Game 1997 fand in der Arena Oberhausen in Oberhausen statt. Sieger wurde mit 140:126 die internationale Auswahl. MVP wurde Wendell Alexis (Alba Berlin).

## Endstände

### Hauptrunde
| #  | Mannschaft              | Siege | Nieder- lagen | Punkte | Körbe     |
| -- | ----------------------- | ----- | ------------- | ------ | --------- |
| 1  | Alba Berlin (M, P)      | 21    | 3             | 42:60  | 2235:1870 |
| 2  | Telekom Baskets Bonn    | 19    | 5             | 38:10  | 2028:1871 |
| 3  | TTL universa Bamberg    | 15    | 9             | 30:18  | 1889:1833 |
| 4  | TVG Basketball Trier    | 14    | 10            | 28:20  | 2138:2099 |
| 5  | TV Tatami Rhöndorf      | 14    | 10            | 28:20  | 1969:1962 |
| 6  | SG FT/MTV Braunschweig  | 13    | 11            | 26:22  | 2138:2046 |
| 7  | SSV ratiopharm Ulm 1846 | 12    | 12            | 24:24  | 2012:2032 |
| 8  | TSV Bayer 04 Leverkusen | 12    | 12            | 24:24  | 2008:2004 |
| 9  | MTV 1846 Gießen         | 11    | 13            | 22:26  | 1994:2026 |
| 10 | Brandt Hagen            | 9     | 15            | 18:30  | 1859:1896 |
| 11 | Basket Bayreuth         | 8     | 16            | 16:32  | 1768:1915 |
| 12 | SV Tally Oberelchingen  | 7     | 17            | 14:34  | 1883:2041 |
| 13 | USC Freiburg (N)        | 1     | 23            | 02:46  | 1687:2014 |
| 14 | Ruhr Devils             | 0     | 0             | 0:0    | 0:0       |

| (M) Meister der Vorsaison____        | (N) Neuling (Aufsteiger)____ | (P) Pokalsieger der Vorsaison |
| Fett Für Finalrunde qualifiziert____ |  Relegations-Plätze          |                               |

Die Ruhr Devils stellten nach 23 Spielen den Spielbetrieb ein. Alle bis dahin gespielten Partien der Mannschaft wurden aus der Wertung genommen.

### Relegationsrunde
Teilnehmer aus der 2. Basketball-Bundesliga:
| Gruppe Nord              | Gruppe Süd     |
| ------------------------ | -------------- |
| SC Rist Wedel            | TV 1860 Lich   |
| TSV Quakenbrück          | TV AXA Langen  |
| BC Oldenburg-Westerstede | SV Tübingen    |
| SSV hagebau Weißenfels   | DJK Würzburg   |
| BG 74 Göttingen          | USC Heidelberg |
| BCJ Hamburg              | SG Ludwigsburg |

Die Ruhr Devils nahmen wegen des Rückzugs nicht an der Relegationsrunde teil.
| # | Mannschaft     | Punkte | Körbe   |
| - | -------------- | ------ | ------- |
| 1 | DJK Würzburg   | 14:20  | 817:681 |
| 2 | USC Freiburg   | 12:40  | 650:602 |
| 3 | BC Oldenburg   | 10:60  | 613:618 |
| 4 | Tübinger SV    | 04:12  | 565:655 |
| 5 | SSV Weißenfels | 00:16  | 613:702 |
| 6 | –              |        |         |

| # | Mannschaft       | Punkte | Körbe   |
| - | ---------------- | ------ | ------- |
| 1 | SV Oberelchingen | 18:20  | 886:797 |
| 2 | Basket Bayreuth  | 14:60  | 840:744 |
| 3 | BG Göttingen     | 08:12  | 862:908 |
| 4 | Rist Wedel       | 08:12  | 827:883 |
| 5 | TV Lich          | 06:14  | 832:855 |
| 6 | SG Ludwigsburg   | 06:14  | 750:810 |

| # | Mannschaft      | Punkte | Körbe     |
| - | --------------- | ------ | --------- |
| 1 | MTV Gießen      | 18:20  | 1038:8390 |
| 2 | Brandt Hagen    | 16:40  | 959:870   |
| 3 | BCJ Hamburg     | 12:80  | 875:853   |
| 4 | TV Langen       | 10:10  | 911:954   |
| 5 | USC Heidelberg  | 02:18  | 811:927   |
| 6 | TSV Quakenbrück | 02:18  | 761:912   |

Fett Auf-/Absteiger
_____ Erstligaplätze
_____ Zweitligaplätze

### Finalrunde
| Viertelfinale | Viertelfinale           | Viertelfinale           |   |                         | Halbfinale | Halbfinale | Halbfinale |  |  | Finale | Finale | Finale |
|               |                         |                         |   |                         |            |            |            |  |  |        |        |        |
| 1             | Alba Berlin             | 4                       |   |                         |            |            |            |  |  |        |        |        |
| 8             | TSV Bayer 04 Leverkusen | 0                       |   |                         |            |            |            |  |  |        |        |        |
| 8             | TSV Bayer 04 Leverkusen | 0                       |   | Alba Berlin             | 3          |            |            |  |  |        |        |        |
|               |                         |                         |   | Alba Berlin             | 3          |            |            |  |  |        |        |        |
|               |                         | TVG Basketball Trier    | 0 |                         |            |            |            |  |  |        |        |        |
| 4             | TVG Basketball Trier    | TVG Basketball Trier    | 0 | 4                       |            |            |            |  |  |        |        |        |
| 4             | TVG Basketball Trier    |                         |   |                         |            |            |            |  |  |        |        |        |
| 5             | TV Tatami Rhöndorf      | 1                       |   |                         |            |            |            |  |  |        |        |        |
| 5             | TV Tatami Rhöndorf      | 1                       |   | Alba Berlin             | 3          |            |            |  |  |        |        |        |
|               |                         |                         |   | Alba Berlin             | 3          |            |            |  |  |        |        |        |
|               |                         | SSV ratiopharm Ulm 1846 | 0 |                         |            |            |            |  |  |        |        |        |
| 2             | Telekom Baskets Bonn    | SSV ratiopharm Ulm 1846 | 0 | 1                       |            |            |            |  |  |        |        |        |
| 2             | Telekom Baskets Bonn    |                         |   |                         |            |            |            |  |  |        |        |        |
| 7             | SSV ratiopharm Ulm 1846 | 4                       |   |                         |            |            |            |  |  |        |        |        |
| 7             | SSV ratiopharm Ulm 1846 | 4                       |   | SSV ratiopharm Ulm 1846 | 3          |            |            |  |  |        |        |        |
|               |                         |                         |   | SSV ratiopharm Ulm 1846 | 3          |            |            |  |  |        |        |        |
|               |                         | TTL uniVersa Bamberg    | 2 |                         |            |            |            |  |  |        |        |        |
| 3             | TTL uniVersa Bamberg    | TTL uniVersa Bamberg    | 2 | 4                       |            |            |            |  |  |        |        |        |
| 3             | TTL uniVersa Bamberg    |                         |   |                         |            |            |            |  |  |        |        |        |
| 6             | SG FT/MTV Braunschweig  | 1                       |   |                         |            |            |            |  |  |        |        |        |

## Meistermannschaft
| Spieler | Spieler            | Spieler            | Spieler    | Spieler | Spieler | Spieler        |
| Nr.     | Nat.               | Name               | Geburt     | Größe   | Info    | Letzter Verein |
| ------- | ------------------ | ------------------ | ---------- | ------- | ------- | -------------- |
|         |                    | Guards (PG, SG)    |            |         |         |                |
| 7       | Deutschland        | Marko Pešić        | 06.12.1976 | 198     | A-Nat   |                |
| 8       | /                  | Mithat Demirel     | 10.05.1978 | 180     | DL      |                |
| 13      | Deutschland        | Vladimir Bogojevic | 20.04.1976 | 194     | A-Nat   |                |
| 15      | Russland           | Wassili Karassjow  | 14.04.1971 | 193     | A-Nat   |                |
|         |                    | Forwards (SF, PF)  |            |         |         |                |
| 4       | Deutschland        | Henrik Rödl        | 14.03.1969 | 201     | / A-Nat |                |
| 5       | Deutschland        | Jörg Lütcke        | 12.12.1975 | 201     | A-Nat   |                |
| 6       | Deutschland        | Henning Harnisch   | 15.04.1968 | 202     | A-Nat   |                |
| 12      | Vereinigte Staaten | Wendell Alexis     | 31.07.1964 | 204     |         |                |
| 14      | Deutschland        | Stipo Papic        | 20.11.1978 | 206     | DL      |                |
|         |                    | Center (C)         |            |         |         |                |
| 9       | Deutschland        | Christian Welp     | 02.01.1964 | 212     | A-Nat   |                |
| 10      | Deutschland        | Stephen Arigbabu   | 15.02.1972 | 208     | A-Nat   |                |
| 11      | Niederlande        | Geert Hammink      | 12.07.1969 | 210     | A-Nat   |                |

| Trainer                 | Trainer          | Trainer          |
| Nat.                    | Name             | Position         |
| ----------------------- | ---------------- | ---------------- |
| /                       | Svetislav Pešić  | Cheftrainer      |
| Deutschland             | Burkhardt Prigge | Assistenztrainer |
| Bosnien und Herzegowina | Emir Mutapčić    | Assistenztrainer |
| Deutschland             | Marco Baldi      | Sportdirektor    |

| Legende          | Legende              |
| Abk.             | Bedeutung            |
| ---------------- | -------------------- |
| (C)              | Mannschaftskapitän   |
| A-Nat            | Nationalspieler      |
| DL               | Doppellizenz-Spieler |
| Quellen          |                      |
| Teamhomepage     |                      |
| Ligahomepage     |                      |
| Stand: Juni 1998 |                      |

| Legende          | Legende              |
| Abk.             | Bedeutung            |
| ---------------- | -------------------- |
| (C)              | Mannschaftskapitän   |
| A-Nat            | Nationalspieler      |
| DL               | Doppellizenz-Spieler |
| Quellen          |                      |
| Teamhomepage     |                      |
| Ligahomepage     |                      |
| Stand: Juni 1998 |                      |

## Führende der Spielerstatistiken
| Kategorie        | Spieler      | Team            | Wert |
| ---------------- | ------------ | --------------- | ---- |
| Punkte pro Spiel | Keith Gatlin | MTV 1846 Gießen | 23,3 |

## Ehrungen
| Auszeichnung       | Name           | Verein      |
| ------------------ | -------------- | ----------- |
| All-Star Game MVP  | Wendell Alexis | Alba Berlin |
| Spieler des Jahres | Wendell Alexis | Alba Berlin |